# Store Grubben
Store Grubben är en sjö i Tidaholms kommun i Västergötland och ingår i Motala ströms huvudavrinningsområde. Sjön har en area på 0,0885 kvadratkilometer och ligger 242,1 meter över havet.

## Delavrinningsområde
Store Grubben ingår i det delavrinningsområde (644194-139923) som SMHI kallar för Utloppet av Alvasjön. Medelhöjden är 253 meter över havet och ytan är 9,96 kvadratkilometer. Det finns inga delavrinningsområden uppströms utan avrinningsområdet är högsta punkten. Vattendraget som avvattnar avrinningsområdet har biflödesordning 3, vilket innebär att vattnet flödar genom totalt 3 vattendrag innan det når havet efter 193 kilometer. Delavrinningsområdet består mestadels av skog (67 %). Avrinningsområdet har 1,53 kvadratkilometer vattenytor vilket ger det en sjöprocent på 15,4 %.